# KlasCement
KlasCement is een educatieve portaalsite van het Vlaams Ministerie van Onderwijs en Vorming. Op de website worden lesmateriaal en leermiddelen gedeeld. Leerkrachten en studenten die een lerarenopleiding volgen delen er allerhande zelf aangemaakte "educatieve objecten" (zoals cursussen, lesbladen, presentaties, video’s, foto’s, oefeningen en software). Ook organisaties die educatief materiaal uitwerken voor het onderwijs kunnen dit op KlasCement plaatsen. Daarnaast kunnen ook commerciële initiatieven aangekondigd worden op de site. Ook in Nederland en een aantal andere (voornamelijk Europese) landen wordt de website gebruikt. 
Materiaal op KlasCement is beschikbaar via een Creative Commons-licentie en kan via vrije leermiddelen gebruikt worden.

## Geschiedenis
KlasCement werd op 11 mei 1998 gestart door Hans De Four, leraar wiskunde, informatica en fysica van het College Onze-Lieve-Vrouw van Deinsbeke uit Zottegem en een aantal van zijn leerlingen. Vanaf 2002 worden vanuit het Vlaamse Ministerie van Onderwijs en Vorming eerst één halftijdse tot in 2007 drie halftijdse en één voltijdse medewerker gedetacheerd.
In 2007 (er zijn dan 20.000 geregistreerde gebruikers) wordt KlasCement een project van vzw EduCentrum en de site wordt volledig vernieuwd. In 2009 had KlasCement twintig betaalde medewerkers, die allemaal leraren zijn of waren. Bijna een derde van alle Vlaamse leerkrachten had een gebruikersaccount op KlasCement. Op 24 september 2009 waren er 50.000 gebruikers geregistreerd. Eind 2012 sluiten de vzw EduCentrum en de Vlaamse Overheid een akkoord, waardoor KlasCement vanaf dan deel uitmaakt van het Agentschap voor Onderwijscommunicatie (onderdeel van het Ministerie van Onderwijs en Vorming).